# Saint-Offenge
Saint-Offenge – gmina we Francji, w regionie Owernia-Rodan-Alpy, w departamencie Sabaudia. W 2013 roku liczba ludności wynosiła 1005 mieszkańców. 
Gmina została utworzona 1 stycznia 2015 roku z połączenia dwóch ówczesnych gmin: Saint-Offenge-Dessous oraz Saint-Offenge-Dessus. Siedzibą gminy została miejscowość Saint-Offenge-Dessous.